# Rüstorf
Rüstorf är en ort och kommun i Österrike. Den ligger i distriktet Vöcklabruck i förbundslandet Oberösterreich, 190 kilometer väster om huvudstaden Wien. 
Kommunen består av 16 orter (Ortschaften) (inom parentes invånarantal 1 januari 2024):

- Buchleiten (23)
- Ebersäuln (8)
- Eglau (39)
- Glatzing (34)
- Hart (19)
- Hof (28)
- Johannisthal (195)
- Kaufing (608)
- Kreut (20)
- Mitterberg (74)
- Mitterbergholz (50)
- Mühlwang (429)
- Neudorf (62)
- Pfaffenberg (134)
- Roith (18)
- Rüstorf (572)